# Јакша Рачић
Јакша Рачић (1868 — 1943) био је лекар и политичар. Рачић је био градоначелник Сплита између фебруара 1929. и јуна 1933 и сенатор Краљевине Југославије. Био је лекар по професији, те члан Аутономашке странке, а касније четничког покрета.

## Биографија
Рачић је рођен 5. августа 1868. у Врбању на острву Хвару. Студирао је у Прагу, Грацу и Инзбруку, где је докторирао 1900. Био је запослен у Инзбруку као асистент на Институту за општу и екперименталну патологију. Специјализовао је у Љубљани и постао директор своје властите клинике у Сплиту 1904. године.
Започео је модернизацију болнице у граду, и почео пошумљавати Марјан.
На почетку Другог светског рата Рачић је именован од стране Драже Михаиловића као Повереник за Далмацију. Сарађивао је са војводом Бирчанином. Рачић је умро 23. августа 1943. године након атентата.

## Контроверзе
Слика др Рачића је била постављена у холу сплитског КБЦ-у до 2013. године. Испод слике је писало објашњење да се ради о првом рендгенологу и инжењеру медицинске радиологије у Сплиту. Слика је скинута након протеста једног од хрватских ветерана.